# Metaleptobasis quadricornis
Metaleptobasis quadricornis är en trollsländeart som först beskrevs av Selys 1877.  Metaleptobasis quadricornis ingår i släktet Metaleptobasis och familjen dammflicksländor. Inga underarter finns listade i Catalogue of Life.